# Thevenetimyia accedens
Thevenetimyia accedens är en tvåvingeart som beskrevs av Hall 1969. Thevenetimyia accedens ingår i släktet Thevenetimyia och familjen svävflugor. Inga underarter finns listade i Catalogue of Life.